# Ley de Dollo

Una vez que un organismo ha evolucionado en cierto modo, no volverá exactamente a una forma anterior. Esto se ilustra aquí en dos dimensiones; en realidad, tanto las biomoléculas como los organismos evolucionan en muchas dimensiones diferentes.

La ley de irreversibilidad de Dollo (también llamada ley de Dollo, principio de Dollo o ley de la irreversibilidad evolutiva) es una hipótesis propuesta en 1893 por el paleontólogo belga de origen francés Louis Dollo afirma que «un organismo nunca regresa exactamente a un estado anterior, incluso si se encuentra en condiciones de existencia idénticas a aquellas en las que ha vivido anteriormente... siempre guarda un rastro de las etapas intermedias por las que ha pasado».
La aseveración a menudo se interpreta erróneamente afirmando que la evolución no es reversible, o que las estructuras y órganos perdidos no pueden reaparecer de la misma forma por ningún proceso de devolución. Según Richard Dawkins, la ley es «en realidad solo una declaración sobre la improbabilidad estadística de seguir exactamente la misma trayectoria evolutiva dos veces (o, de hecho, cualquier trayectoria particular), en cualquier dirección». Stephen Jay Gould  sugirió que la irreversibilidad excluye ciertas vías evolutivas una vez que han surgido formas amplias: «[Por ejemplo], una vez adoptas el plan de cuerpo ordinario de un reptil, cientos de opciones están siempre cerradas y las posibilidades futuras deben desarrollarse dentro de los límites del diseño heredado».
Este principio se aplica clásicamente a la morfología, en particular de los fósiles, pero también puede usarse para describir eventos moleculares, como mutaciones individuales o pérdidas de genes.
Hay que tener en cuenta que esto es sólo válido a nivel de especie, y no es válido, por ejemplo a nivel de caracteres individuales de las especies, ya que existen casos en los que un carácter que desapareció en un momento dado de la evolución, vuelve a aparecer (reaparece) al cabo de un cierto tiempo, como puede ser el caso de las alas en reptiles y en aves).

## Uso en filogenia
En la parsimonia máxima, la parsimonia de Dollo se refiere a un modelo por el cual un carácter se gana solo una vez y nunca puede recuperarse si se pierde. Por ejemplo, la evolución y la pérdida repetida de dientes en vertebrados podrían modelarse bien bajo la parsimonia de Dollo, en donde los dientes hechos de hidroxiapatita evolucionaron solo una vez en el origen de los vertebrados, y luego se perdieron varias veces, en aves, tortugas marinas y caballitos de mar, entre otros.
Esto también se aplica a los caracteres moleculares, como las pérdidas o la inactivación de los genes individuales. La pérdida de la gulonolactona oxidasa, la enzima final en la ruta biosintética de la vitamina C, es responsable del requerimiento dietético de la vitamina C en los seres humanos. como muchos otros animales.

## Un ejemplo molecular
Un estudio de 2009 sobre la evolución de la estructura de las proteínas propuso un nuevo mecanismo para la ley de Dollo. Examinó un receptor de hormonas que había evolucionado a partir de una proteína ancestral que era capaz de unir dos hormonas a una nueva proteína que era específica para una sola hormona. Este cambio fue producido por dos sustituciones de aminoácidos, que impiden la unión de la segunda hormona. Sin embargo, posteriormente ocurrieron varios otros cambios, que fueron selectivamente neutros, ya que no afectaron la unión de la hormona. Cuando los autores intentaron revertir la proteína a su estado ancestral mutando los dos "residuos de unión", encontraron que los otros cambios habían desestabilizado el estado ancestral de la proteína. Llegaron a la conclusión de que para que esa proteína evolucionara a la inversa y recuperara su capacidad de unirse a dos hormonas, varias mutaciones neutrales independientes tendrían que ocurrir por pura casualidad y sin presión de selección. Como esto es extremadamente improbable, eso puede explicar por qué la evolución tiende a correr en una dirección.

## Excepciones propuestas a la ley de Dollo
Aunque el umbral exacto para las violaciones de la ley de Dollo no está claro, hay varios estudios de caso cuyos resultados cuestionan la validez de algunas interpretaciones. Por ejemplo, muchos taxones de gasterópodos han reducido las conchas y algunos han perdido el enrollamiento de su concha. En la interpretación de Stephen Jay Gould de la ley de Dollo, no sería posible recuperar una concha después de que se haya perdido el arrollamiento. Sin embargo, algunos géneros de la familia del caracol zapatilla (Calyptraeidae) pueden haber cambiado su tiempo de desarrollo (heterocronía) y haber recuperado un caparazón enrollado de un caparazón similar a una lapa. Otras "excepciones" propuestas incluyen las alas de insectos palo,  las etapas larvarias de salamandras, dedos perdidos en lagartos, dientes inferiores perdidos en ranas, clavículas en dinosaurios terópodos no aviares, y cuello, región pectoral y musculatura de las extremidades superiores en primates, incluyendo el linaje que lleva a los humanos.